# Aleksander (Matrionin)
Aleksander, imię świeckie Siergiej Igoriewicz Matrionin (ur. 6 września 1973 w Rydze) – biskup Łotewskiego Kościoła Prawosławnego.

## Życiorys
Zdobył średnie wykształcenie zawodowe w zawodzie kolejarza. Ponadto w latach 1989–1990 uczył się w prywatnym studium malarstwa i grafiki. Brał udział w pracach remontowych w cerkwi Wszystkich Świętych w Rydze, gdzie podjął też pracę w charakterze dzwonnika. 20 sierpnia 1997 złożył śluby zakonne w riasę przed arcybiskupem ryskim i całej Łotwy Aleksandrem, przyjmując imię Aleksander na cześć świętego mnicha Aleksandra Świrskiego. 22 marca 1998 w soborze Trójcy Świętej w Rydze przyjął święcenia diakońskie, zaś 6 września 1998 – kapłańskie. Został następnie skierowany do pracy duszpasterskiej w tejże świątyni oraz w domowej cerkwi św. Serafina z Sarowa w Rydze. 20 marca 1999 złożył wieczyste śluby zakonne, zachowując imię Aleksander, lecz przyjmując za patrona św. Aleksandra Newskiego. Równolegle uczył się w seminarium duchownym w Rydze, które ukończył w 2000.
W 2001 otrzymał godność igumena, zaś w 2006 – archimandryty. W tym samym roku rozpoczął w trybie zaocznym studia w Moskiewskiej Akademii Duchownej. 19 sierpnia tego samego roku w soborze Chrystusa Zbawiciela miała miejsce jego chirotonia na biskupa dyneburskiego, wikariusza eparchii ryskiej.
12 marca 2013 roku został pierwszym ordynariuszem nowo powołanej eparchii dyneburskiej.
23 lipca 2023 roku w Sobóru Narodzenia Pańskiego w Rydze metropolita Aleksander (Kudriaszow) wyniósł go do rangi arcybiskupa